# Agbani Darego

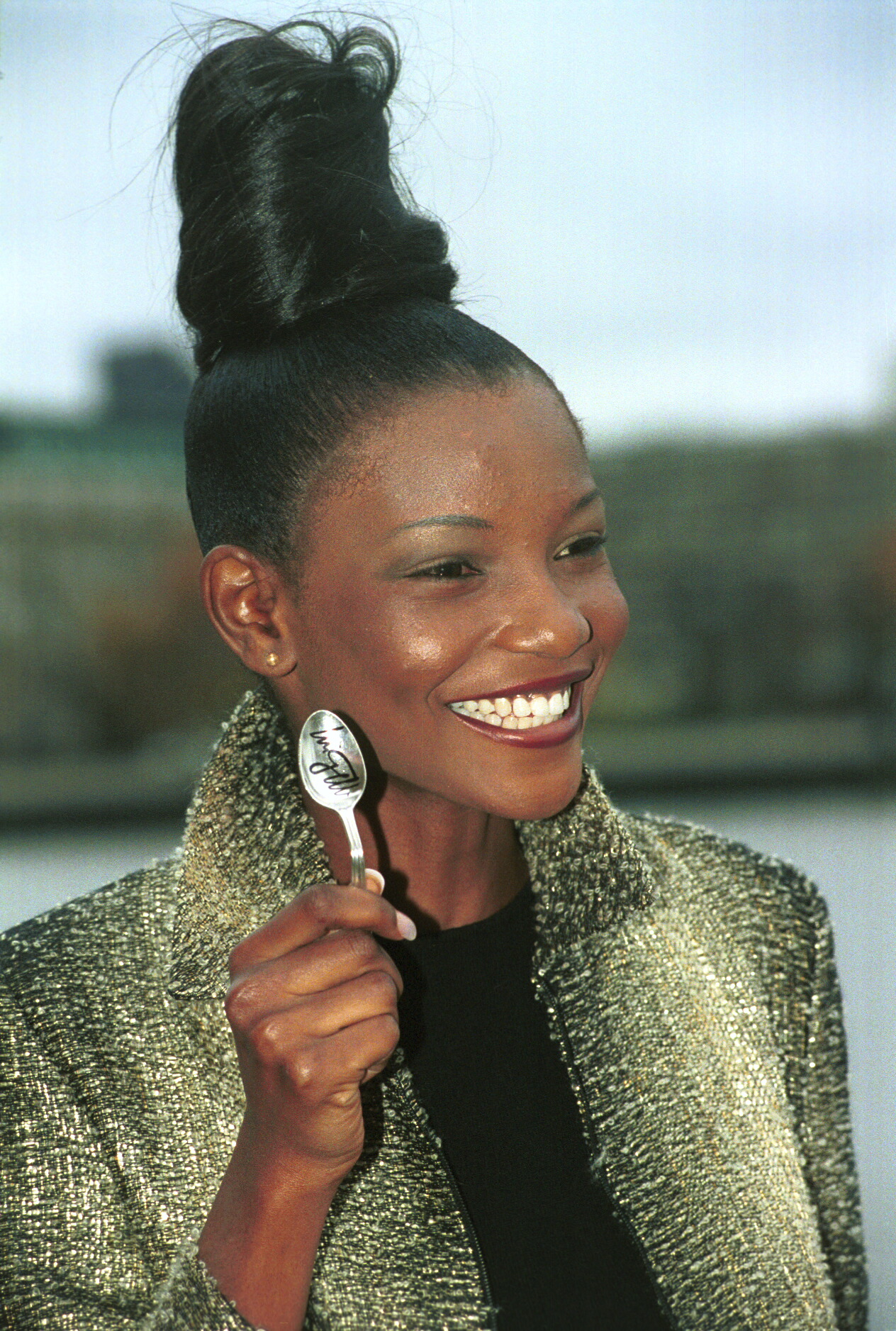
Agbani Darego Miss World 2001

Agbani Darego (geboren als Ibiagbanidokibubo Asenite Darego in Nigeria) was Miss World 2001 en was de eerste zwarte Afrikaanse Miss World in de geschiedenis van de wedstrijd. Ze was toen achttien jaar oud. Ze volgde de Indiase Priyanka Chopra op.
Agbani nam eerder dat jaar deel aan de Miss Universe-verkiezing in Puerto Rico; daar behaalde ze een top 10 finaleplaats.